# Pyrophorus nigropunctatus
Pyrophorus nigropunctatus is een keversoort uit de familie kniptorren (Elateridae). De wetenschappelijke naam van de soort is voor het eerst geldig gepubliceerd in 1820 door Drapiez.